# 昆明小头蛇
昆明小头蛇（学名：Oligodon kunmingensis）为游蛇科小头蛇属的爬行动物。分布于中国大陆云南地區，一般生活于昆明海拔1990米的山地。该物种的模式产地在云南昆明。